# Ernest-Gustave Gobert
Pour les articles homonymes, voir Gobert.
Ernest-Gustave Gobert, né le 29 novembre 1879 à Charly-sur-Marne et mort le 1er août 1973 à Aix-en-Provence, est un médecin et préhistorien français.
Médecin actif en Tunisie à partir de 1906, il a rapidement développé une activité de quaternariste, d'administrateur et d'archéologue qu'il mène sur les sites de Tunisie.

## Biographie

### Médecine
Après avoir achevé ses études de médecine, Ernest-Gustave Gobert part pour la Tunisie en 1906 où il exerce à Tunis, Tozeur puis Redeyef. Il exerce à différents postes, médecin de la Compagnie des phosphates de Gafsa puis responsable à l'Institut Pasteur de Tunis, avant d'être mobilisé durant la Première Guerre mondiale. De 1920 à 1935, il est directeur de l'hygiène et de la santé publique en Tunisie. Son action dans le domaine médical lui permet d'être décoré de l'ordre du Nichan Iftikhar.

### Archéologie
Ernest-Gustave Gobert explore en parallèle le pays à cheval et s'intéresse aux céramiques locales, dont il cédera la collection au musée du Bardo, à Tunis.
Il s'intéresse à l'ethnographie et à l'archéologie préhistorique et punique.
Son centre d'intérêt principal est le Capsien du Mésolithique, qui tire son nom de la ville de Gafsa, dans le sud de la Tunisie.
En 1948, il est nommé inspecteur des antiquités préhistoriques de Tunisie.
Installé à Aix-en-Provence en 1958, il intègre l'Académie des sciences, agriculture, arts et belles-lettres d'Aix en 1962.

## Publications
Les travaux du docteur Gobert s'étendent sur une soixante années, de 1906 à 1970 (les travaux non-médicaux, intéressant la préhistoire, débutèrent en 1910), et ont fait l'objet d'expositions en 2007-2008 à Aix-en-Provence.